# 辛志平校長旧宅
座標: 北緯24度48分15秒 東経120度58分26秒 / 北緯24.8042522985882度 東経120.973899331987度
辛志平校長旧宅（しんしへいこうちょうきゅうたく、シンヂーピンこうちょうきゅうたく、中国語: 辛志平校長故居）は、中華民国（台湾）新竹市東区の市指定古蹟である。元新竹州立新竹中学校（現在の国立新竹高級中学）の校長の宿舎であった。日本式と閩南式の混合式の庭と建物を保存している。

## 沿革
日本大正11年（1922年）ごろ建設された。大正14年（1925年）で新竹中学校は十八尖山の近くの現在地に移転した。
元の位置には新竹州立新竹高等女学校（現在の国立新竹女子高級中学）が建っている。両校は鉄道の線路を挟んで2km弱離れている。
1945年に辛志平は中国籍として初代新竹高中の校長に就任。1985年に逝去するまで宿舎に住みこんでいた。
その後宿舎は放置されていたが、2002年で市指定古蹟に登録され、修復事業が行われた。

## 現状
宿舎の2棟の家屋がある。東門街に面した前方は元旧宅の構成を再現し、観光客が見学できる。後方はドリンクやデザート、ブランチが楽しめるカフェになっている